# الأولمبياد الخاص في كوسوفو
الأولمبياد الخاص في كوسوفو هي منظمة رياضية للأطفال والبالغين من ذوي الإعاقة الذهنية، وتعمل داخل كوسوفو. وهي جزء من حركة الأولمبياد الخاص العالمية.

## تاريخ
تأسست منظمة الأولمبياد الخاص كوسوفو عام 2002. وشارك الرياضيون من كوسوفو لأول مرة في الألعاب العالمية الصيفية للأولمبياد الخاص لعام 2003، التي أُقيمت في دبلن. وكانت تلك أول مرة يُمثّل فيها فريق من كوسوفو في حدث دولي متعدد الرياضات. شاركت كوسوفو في جميع دورات الألعاب العالمية الصيفية للأولمبياد الخاص منذ عام 2003، وفي الألعاب العالمية الشتوية منذ عام 2013.

## الرياضات الرسمية
تقدم الأولمبياد الخاص كوسوفو برامج في الرياضات التالية:

### الصيفية
- ألعاب القوى
- كرة السلة
- البوتشي
- البوتشيا
- الجمباز الإيقاعي

### الشتوية
- التزلج على المنحدرات الثلجية

## كوسوفو في الألعاب العالمية للأولمبياد الخاص
شارك الرياضيون الممثلون لكوسوفو في الألعاب العالمية للأولمبياد الخاص منذ عام 2003. وكان أحدث ظهور لهم في برلين عام 2023.
وجاءت مشاركتهم الأنجح في دورة 2019 التي أُقيمت في أبو ظبي، حيث فاز وفد كوسوفو بثلاث ميداليات. فاز شقير فلاصليو بالميدالية الذهبية في سباق 200 متر ضمن ألعاب القوى، بينما حصد الرياضي إبيش زوغاي الميداليتين البرونزيتين الأخريين.
حتى الآن، فازت كوسوفو بثلاث ميداليات، واحدة منها ذهبية واثنتان برونزيتان. وقد حُققت جميع الميداليات من قبل رياضيين ذكور، وفي رياضة ألعاب القوى فقط.

### الصيفية
| الألعاب         | الرياضيون |
| --------------- | --------- |
| دبلن 2003       | 4         |
| شنغهاي 2007     | 4         |
| أثينا 2011      | 4         |
| لوس أنجلوس 2015 | 2         |
| أبو ظبي 2019    | 4         |
| برلين 2023      | 4         |

### الشتوية
| الألعاب              | الرياضيون |
| -------------------- | --------- |
| بيونغتشانغ 2013      | 2         |
| غراتس وشلادمينغ 2017 | 2         |
| قازان 2022           | أُلغي      |
| تورينو 2025          | 2         |